# Kuće Matanovića i Perazića
Prilikom izgradnje Engleskoga poslanstva na Cetinju je boravio engleski arhitekta Harti, kome je bilo povjereno projektovanje i dvije stambene zgrade u Ulici Vuka Mićunovića. Zgrade su građene za potrebe stanovanja dva poznata cetinjska ljekara, dr Matanovića i dr Perazića. Zgrade su projektovane u duhu arhitekture engleskih vrtnih gradova stila kotidž. Skladne dimenzije, nenametljive i smještene u zelenilu na najbolji način su dopunile taj prostor. Zgrade su prizemne sa mansardom i podrumom. Izgrađene su 1912. godine, a izvodio ih je inžinjer Soaje, francuski građevinar, koji je u to vrijeme radio na Cetinju. Građene su u duhu romantičarske arhitekture engleskog nacionalnog stila „cottage”. Pored veoma skladne prostorne riješenosti ovih objekata, treba istaći i njihovu usklađenost sa vrtovima koji ih okružuju. Nalaze se u ulici Vuka Mićunovića, br. 5.

## Literatura
- Dušan Martinović, Cetinje – spomenici arhitekture, 1980.

## Spoljašnje veze
- Prijestonica Cetinje - Znamenitosti
- Cetinje moj grad